# دگرگونی ناگهانی رویدادها
دگرگونی ناگهانی رویدادها (به انگلیسی: A Dramatic Turn of Events) یازدهمین آلبوم استودیویی دریم تیتر، گروه پراگرسیو متال آمریکایی است که در ۱۲ سپتامبر ۲۰۱۱ به صورت جهانی توسط رودرانر رکوردز منتشر شد. این اولین آلبوم گروه است که مایک منجینی به عنوان درامر پس از جدایی مایک پورتنوی از گروه در سپتامبر ۲۰۱۰، حضور دارد. این آلبوم بین ژانویه و ژوئن سال ۲۰۱۱ در لانگ آیلندِ نیویورک نوشته و ضبط شده‌است. جان پتروچی تهیه‌کننده و اندی والاس ترکیب‌کننده این آلبوم هستند. دو تک‌آهنگ «بر پشت فرشگان» و «منو بساز، منو خراب کن» برای تبلیغ آلبوم منتشر شدند.
از طرف خود دریم تیتر اعلام شد که برای دگرگونی ناگهانی رویدادها، گروه دست‌خوش تغییر در موسیقی، بازنگری و بازسازی شده‌است. از نظر سبک، این آلبوم با دو آلبوم دیگر گروه، تصاویر و واژه‌ها و کلان‌شهر بخش ۲: صحنه‌هایی از یک خاطره سنجش می‌شود. از آنجایی که پتروچی به‌عنوان یکی از آهنگسازان اصلی، پس از جدایی پورتنی از گروه نسبت به هوادارن احساس مسئولیت می‌کرد، بسیاری از آهنگ‌های این آلبوم با یک معنای ویژه نوشته شده‌اند. عنوان این آلبوم برگرفته از مضامین تکرارشونده در ترانه‌هایش مبنی بر تغییرات چشم‌گیر در تاریخ است که زندگی مردم را تحت تأثیر قرار داده‌اند، از جمله قیام‌های معاصر مانند جنگ داخلی لیبی.
دگرگونی ناگهانی رویدادها با فروش بیش‌از ۳۶٬۰۰۰ نسخه در هفته اول و رسیدن به رتبه هشتم در بیلبورد ۲۰۰ آمریکا، یک موفقیت تجاری برای گروه به‌ارمغان آورد. این آلبوم انتقادهای متفاوتی را از منتقدان دریافت کرد، اما با این وجود توانست اولین نامزدی دریم تیتر را با قطعه «بر پشت فرشگان» در گرمی بدست آورد. در فاصله ژوئیه ۲۰۱۱ تا سپتامبر ۲۰۱۲، دریم تیتر این آلبوم را در تور دگرگونی ناگهانی رویدادها اجرا کردند.

## پیش‌زمینه

### جستجو برای یک درامر جدید
مایک پورتنوی در ۸ سپتامبر ۲۰۱۰ اعلام کرد که قصد دارد دریم تیتر را ترک کند و در بیان علت این تصمیم به خستگی، تمایل به استراحت و امید به همکاری‌های بهتر در آینده اشاره کرد. در یک مصاحبه، جان پتروچی، گیتاریست گروه، تشریح کرد که پورتنی در ابتدا قصد ترک گروه را نداشت و تنها درخواست استراحت کرده بود؛ اما هنگامی که سایر اعضای گروه با درخواستش مخالفت کردند، او تصمیم گرفت که رسماً از گروه جدا شود.
پتروچی جدایی پورتنی از گروه را یکی از سخت‌ترین اتفاقات رخ‌داده برای دریم تیتر برشمرده است و جردن رودس، کیبوردیست گروه، در توصیف اولین باری که این خبر را شنید گفته است: «میدانید، فقط برای آنکه به شما بگویم چقدر از دست دادن او سخت بود... بعد از این که مکالمه تلفنی را با او تمام کردیم... من به معنای واقعی کلمه روی زمین استودیوام نشستم و گریه کردم. اون مرد، دوست من است. ما همگی عاشقش بودیم و تحسینش می‌کردیم. ما نمی‌خواستیم که او از گروه جدا شود.»

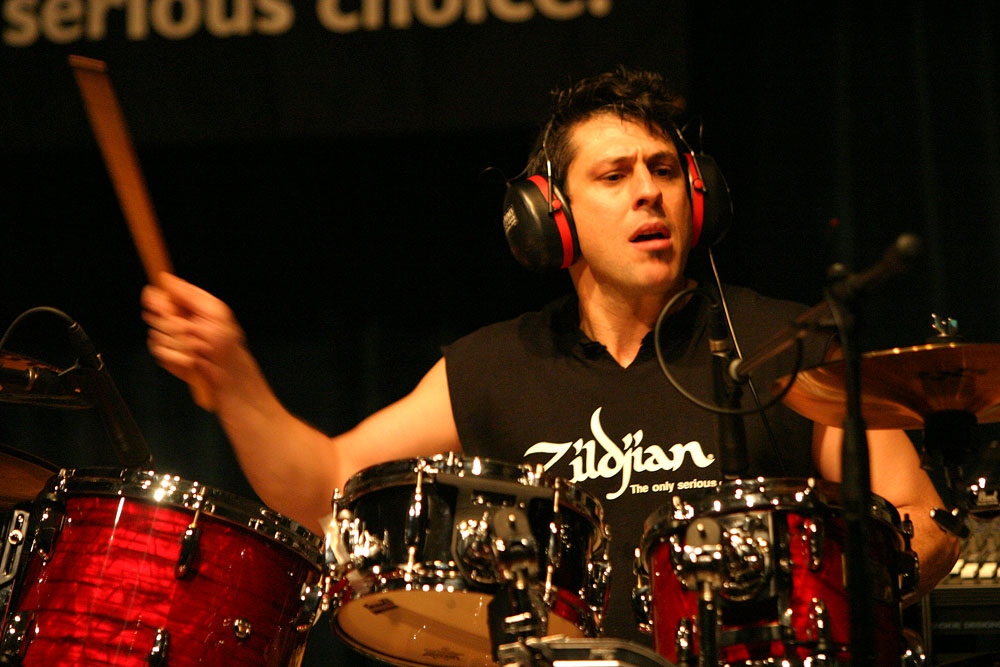
مایک منجینی (تصویر در سال ۲۰۰۴) پس از یک ارزیابی دقیق به عنوان درامر جدید دریم تیتر انتخاب شد.

کمی بیش‌تر از یک ماه پس از جدایی پورتنی، دریم تیتر جستجو برای یک درامر جدید را در نیویورک آغاز کرد. درامرهای دعوت شده برای اجرا، مایک منجینی، درک رودی، توماس لنگ، ورجیل دوناتی، مارکو مینمن، آکیل پریستر و پیتر ویلدوئر بودند. در آوریل ۲۰۱۱، دریم تیتر اعلام کرد که منجینی به عنوان درامر جدید گروه انتخاب شده است.
مدت کوتاهی بعد از پیوستن منجینی به گروه، پورتنی از طریق پست الکترونیکی خواستار بازگشت به دریم تیتر شد، اما درخواست او رد گردید. منجینی با اشاره به پیوستنش به گروه، در مصاحبه‌ای گفت: «از منظر دید من، در آن زمان، من واقعاً فکر می‌کنم اتفاقی که برای این گروه افتاد به نوعی یک شروع دوباره بود. آن‌ها با جستجو برای درامر در یک فضای جدید بودند، و هنگامی که من خبر را شنیدم، پس از آن که از شوک خارج شدم، می‌دانستم که چه کاری می‌خواهم انجام دهم – که در واقع وارد شدن به گروه و تلاش برای کمک کردن به دریم تیتر در رسیدن به هدفش بود. آن‌ها یک دیدگاه داشتند، آنها ایده‌های بزرگی داشتند، و من میخواستم که به آن‌ها کمک کنم تا به آن چیزها دستیابی پیدا کنند.»

### آهنگسازی و ضبط
در سوم ژانویه ۲۰۱۱، دریم تیتر وارد استودیوی کاو سیتی ساندز شد تا کار بر روی آلبوم را آغاز کند. اگرچه پتروچی دموها، ریف‌ها و ترانه‌هایی را پیش‌تر آماده کرده بود، اما قطعات آلبوم بیش‌تر در همان استودیو نوشته شدند. در دوم مارس نوشتن قطعات، بدون حضور منجینی، تمام شد. گروه نمونه‌های آهنگ‌ها را که درام آن‌ها نیز برنامه ریزی شده بود، برای منجینی فرستاد تا او نیز «چیزهایی از خودش» به آن‌ها اضافه کند. جردن رودس بیان کرد که رویکرد گروه نسبت به کیبرد او در مقایسه با گذشته بازتر شده بود و با جدایی پورتنی از گروه، او و پتروچی در آهنگسازی، آزادی عمل بیش‌تری داشتند. جیمز لابری، خواننده گروه و جان میانگ نوازنده بیس، نسبت به گذشته نقش بیش‌تری در آهنگسازی این آلبوم داشتند.
در ۱۴ آوریل، لابری شروع به خواندن قطعات کرد و میکس و مسترینگ که بر عهده اندی والاس بود در ۲۸ ژوئن تمام شد. تمام قسمت‌های مربوط به خوانندگی لابری در کانادا با مهندسی ریچارد چیکی ضبط شد؛ البته در اصل لابری در نظر داشت تنها دو قطعه اول را خارج از نیویورک بخواند، اما هنگامی که برای خواندن سایر قطعه‌ها به آن‌جا رفت، تصمیم گرفت تا به کانادا بازگردد و علت این کار را اینگونه بیان کرد: «اونجا [نیویورک] حسش درست نبود.»

## آهنگسازی

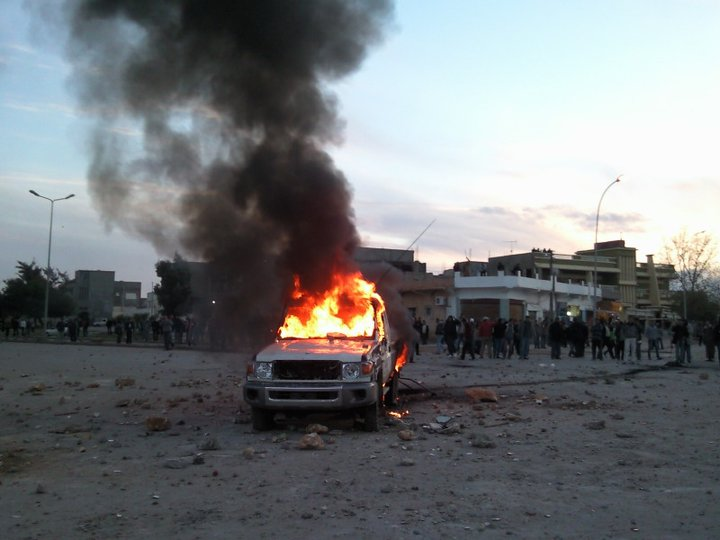
عنوان دگرگونی ناگهانی رویدادها الهام گرفته شده از قیام‌های معاصر از جمله جنگ داخلی لیبی است.

جردن رودس گفته است که برای دگرگونی ناگهانی رویدادها، دریم تیتر دست‌خوش تغییر، بازنگری و بازسازی در «آنچه هست و آنچه انجام می‌دهد» شده‌است. جان پتروچی در مصاحبه‌ای با اشپیگل گفت که این آلبوم «یک قصه می‌گوید... نه به معنی واقعی کلمه، بلکه از نظر حسی» و تجربه شنیدن آن را به «سوار شدن در ترن هوایی» تشبیه کرد. در همان مصاحبه، جیمز لابری بیان کرد که این آلبوم به‌صورت ملودیکال اجرا شده‌است.
ریچ ویلسون در کتاب بلند‌کردن سایه‌ها: بیوگرافی رسمی دریم تیتر، محتوای دگرگونی ناگهانی رویدادها را تغییری به سمت پراگرسیو راک و یک «یادآوریِ معنوی» از دو آلبوم پیشین گروه، یعنی تصاویر و واژه‌ها و کلان‌شهر بخش ۲: صحنه‌هایی از یک خاطره، توصیف کرد. مایک پورتنی در یک پست اینترنتی آهنگ‌های این آلبوم را «تلاشی ناامیدکننده برای بازنویسی قطعه‌های قدیمی» خطاب کرد.
پتروچی بیان کرد که برای آهنگسازی دگرگونی ناگهانی رویدادها به دلیل جدایی پورتنی از گروه، نسبت به هواداران احساس مسئولیت می‌کرد و بر این اساس، بیش‌تر آهنگ‌های آلبوم بر اساس همان اصول قدیمی و اولیه گروه نوشته شده‌اند. آهنگ «بر پشت فرشتگان» برای انعکاس سبک اصلی گروه ساخته شد، قطعه «منو بساز، منو خراب کن» برای نمایش بهتر اِلمان‌های پراگرسیو نوشته شد، «غریو» به عنوان سرود این آلبوم طراحی شد و آهنگ «خرد کردن تمام توهمات» به عنوان یک قطعه حماسی نوشته‌شد که گروه را به تنظیمات سنتی موسیقی مقید نمی‌کرد. آخرین آهنگی که برای آلبوم نوشته‌شد تصنیف «زیر سطح» بود که همچنین قطعه آخر در آلبوم نیز بشمار می‌رود. پتروچی این آهنگ را به تنهایی ساخت و پس از نمایش آن به گروه، با موافقت اعضا، در آلبوم قرار گرفت.
اگرچه گمانه‌زنی‌هایی مبنی بر ارتباط نام آلبوم با جدایی پورتنی از گروه وجود داشت، پتروچی تاکید کرد که عنوان دگرگونی ناگهانی رویدادها به هیچ وجه به کسی اشاره ندارد؛ بلکه عنوان این آلبوم اشاره به مضامین تکرارشونده در ترانه‌هایش مبنی بر تغییرات چشم‌گیر در تاریخ دارد، که بر زندگی مردم تاثیر گذاشته‌اند. تمام متن‌های آهنگ‌ها توسط پتروچی نوشته شده‌است به جز «دور از بهشت» که توسط لابری و «خرد کردن تمام توهمات» که به همراه جان میانگ نوشته شد.

## پخش
در ۸ ژوئن ۲۰۱۱ نام آلبوم، نام قطعه‌ها و تاریخ انتشار در آمریکا مشخص گردید. ماه بعد، جلد آلبوم که توسط هوگو سایم طراحی شده بود، منتشر شد. در ۲۹ ژوئن، «بر پشت فرشتگان» از طریق یوتیوب به عنوان اولین تک‌آهنگ این آلبوم پخش گردید.

## بازخورد
| بررسی انتقادی  | بررسی انتقادی |
| منبع           | رتبه‌بندی      |
| -------------- | ------------- |
| متاکریتیک      | ۵۵/۱۰۰        |
| آل‌میوزیک       | [ ۳۰ ]        |
| مونترال گازت   | [ ۳۱ ]        |
| پاپ‌مترز        | ۵/۱۰          |
| اسپاتنیک‌میوزیک | [ ۳۳ ]        |

پس از پخش، دگرگونی ناگهانی رویدادها بازخوردهای مختلفی را دریافت کرد. این آلبوم در متاکریتیک که یک میانگین از امتیاز منتقدان را از ۱۰۰ به آلبوم اختصاص می‌دهد، امتیاز ۵۵ را بر اساس بررسی شش منتقد بدست آورد. ریچ ویلسون این آلبوم را «تازه و بی‌پرده خیره‌کننده» نامیده است؛ اگرچه هشدار داد که آلبوم دردم خشنودکننده نبود و برای درک کامل، نیاز به چندین بار شنیده‌شدن داشت.

## فهرست ترانه‌ها
به جز موارد ذکر شده، تمام متن‌های ترانه‌ها توسط جان پتروچی نوشته شده‌اند.

## عوامل
دریم تیتر
- جیمز لابری – خوانندهٔ اصلی
- جان پتروچی – گیتار، خواننده پس‌زمینه، تهیه‌کننده
- جردن رودس – کیبورد، کانتینیوم، اپلیکیشن مورفیز آی‌پد
- جان میانگ – گیتار بیس
- مایک منجینی – درام، پرکاشن

تولید
- جان پتروچی – تهیه‌کننده
- پل نورثفیلد[و ۱۱] – مهندسی، دکلمه در «خرد کردن تمام توهمات»
- جو منیسکالکو – دستیار مهندسی
- ریچارد چیکی – مهندسی صدا
- اندی والاس – میکس
- پل سوارز – تکنسین ابزارهای حرفه‌ای
- هوگو سایم – کاور آرت
- تد ینسن – مسترینگ

## جدول‌ها
| جدول (۲۰۱۱)               | رتبه | منبع   |
| ------------------------- | ---- | ------ |
| جدول آلبوم‌های استرالیایی  | ۱۷   | [ ۳۵ ] |
| جدول آلبوم‌های کانادایی    | ۹    | [ ۳۶ ] |
| جدول آلبوم‌های آلمانی      | ۲    | [ ۳۷ ] |
| جدول آلبوم‌های فنلاندی     | ۱    | [ ۳۸ ] |
| جدول آلبوم‌های مجارستانی   | ۶    | [ ۳۹ ] |
| جدول آلبوم‌های ایتالیایی   | ۳    | [ ۴۰ ] |
| جدول آلبوم‌های ژاپنی       | ۸    | [ ۴۱ ] |
| جدول آلبوم‌های لهستانی     | ۷    | [ ۴۲ ] |
| جدول آلبوم‌های پرتغالی     | ۹    | [ ۴۳ ] |
| جدول آلبوم‌های بریتانیا    | ۱۷   | [ ۴۴ ] |
| جدول راک بریتانیا         | ۱    | [ ۴۴ ] |
| بیلبورد ۲۰۰ آمریکا        | ۸    | [ ۳۴ ] |
| آلبوم‌های تیستمیکر بیلبورد | ۱    | [ ۴۵ ] |

## واژه‌نامه
1. ↑  Derek Roddy
2. ↑  Thomas Lang
3. ↑  Virgil Donati
4. ↑  Marco Minnemann
5. ↑  Aquiles Priester
6. ↑  Peter Wildoer
7. ↑  Cove City Sound Studios
8. ↑  Richard Chycki
9. ↑  Rich Wilson
10. ↑  Lifting Shadows: The Authorized Biography of Dream Theater
11. ↑  Paul Northfield